# Eugenia Niño
Eugenia Niño Passios (Caracas, Venezuela 8 de noviembre de 1933) es  una galerista y coleccionista nacionalizada en España, especialista en arte moderno y contemporáneo. Fue una de las galeristas pioneras, junto con Juana Mordó, Elvira González, Fefa Seiquer y Evelyn Botella. Creó y dirigió junto a Antonio Suñer, durante 40 años (entre 1969 y 2009) la Galería Sen en Madrid. Coleccionista y editora de libros de artista y ediciones de obra gráfica con su sello Vuela Pluma Ediciones.

## Trayectoria profesional
Después de concluir sus estudios de Bellas Artes en Caracas se traslada a España y creó la galería Sen. Desde sus inicios en los años 70, apoyó y promocionó a jóvenes artistas,  fue mecenas de algunos de los nombres más importantes del panorama artístico español de los últimos treinta y cinco años. Difunde la obra de artistas noveles y consagrados de diversas disciplinas como pintura, escultura y fotografía. Realiza ediciones de obra gráfica, múltiples y libros de artista, entre los que cabe destacar la colección Ovejas al lobo, que publicó tres números anuales y contó con la colaboración de un escritor y un artista en la edición de cinco grabados, con una tirada de cien ejemplares. También realizó comisariados como la exposición de Pat Andrea en el museo MACUF de La Coruña.
Descubrió a Manolo Valdés cuando formaba parte del Equipo Crónica.  Apostaron  por la Nueva Figuración Madrileña cuando el arte abstracto era dogma. Por su galería pasaron pintores de la talla de  Luis Gordillo, Guillermo Pérez-Villalta, Isabel Villar, Eduardo Úrculo, Eduardo Sanz,  Nacho Criado, con su "Homenaje a Rothko", Elena Asins, Alfredo Alcaín  y una larga lista de autores. Entre otros el duo Costus. En esta entrevista Eugenia Niño afirma «Costus va a pasar a la historia no sólo porque fuesen los pintores de la movida sino porque fueron los cronistas de toda una época»
En los años 80 amplió la lista de artistas con los que trabajó como con el pintor Pablo Sycet y las pintoras Rosa Torres, Carmen Calvo, Sara Tato, Carmen Zulueta, Paloma Picasso, María Luisa Sanz, Ana de Alvear, Miluca Sanz, Amaya Bozal entre otras. etc